# Ashtabula
Ashtabula [æʃtəˈbjuːlə] ist eine City im Ashtabula County im Bundesstaat Ohio in den Vereinigten Staaten. Die 1803 gegründete Stadt liegt an der Mündung des Ashtabula River und ist ein wichtiger Kohlehafen am Eriesee. Fluss und Hafen sind aufgrund der industriellen Ausbeutung in der Vergangenheit Gegenstand von Superfund-Maßnahmen. Das U.S. Census Bureau hat bei der Volkszählung 2020 eine Einwohnerzahl von 17.975 ermittelt. Die Einwohnerzahl ist seit den 1960er Jahren rückläufig.; Der Name Ashtabula entstammt der Sprache der Irokesen und bedeutet „Fluss der vielen Fische“.

## Geographie
Ashtabula liegt in der Nähe des Interstate 90 nordöstlich von Cleveland. Die Gesamtfläche der Stadt beträgt 20 km², davon entfallen 19,6 km² auf Land und 0,4 km² (= 2,2 %) auf Gewässer. Ein Teil des Stadtgebietes gehört zur Ashtabula Township, der Rest jedoch zur Saybrook Township.
Im Norden grenzt die Stadt an den Eriesee, dort befindet sich auch die Mündung des Ashtabula River und der bekannte Hafen mit dem Ashtabula Harbor Light. Am Seeufer gibt es zwei öffentliche Strände.

## Geschichte

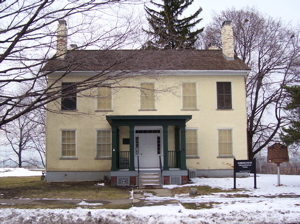
Hubbard House

Im Stadtgebiet befinden sich mehrere Stationen der sogenannten Underground Railroad, mit der afroamerikanische Sklaven in den Jahren vor dem Bürgerkrieg in die in Kanada wartende Freiheit flüchteten. Die bekannteste dieser Stationen ist das Hubbard House, von welchem die Flüchtlinge direkt mit einem Boot nach Ontario aufbrechen konnten.
Ashtabula wurde 1803 gegründet und 1891 zur Stadt erhoben. Seit dem Ende des 19. Jahrhunderts ist Ashtabula ein wichtiger Hafen zur Verladung von Kohle und Eisenerz. In dieser Zeit kamen viele Einwanderer aus Finnland, Schweden und Italien in die Stadt, was täglich zu ethnischen Konflikten führte. Obwohl die Zahl der Nachfahren dieser Immigranten abnimmt, machen sie heute noch einen bedeutenden Teil der Stadtbevölkerung aus.

## Eisenbahngeschichte
Am 29. Dezember 1876 ereignete sich in Ashtabula einer der schwersten Eisenbahnunfälle in der Geschichte der Vereinigten Staaten. Zug Nummer 5 der Lake Shore and Michigan Southern Railway überquerte gerade die Brücke über den Ashtabula River, als die Stahlkonstruktion unter der Last in sich zusammenstürzte. Die zweite Lokomotive und elf Personenwaggons stürzten in den rund fünfzig Meter tiefer gelegenen, zugefrorenen Fluss. Die kohlebefeuerten Heizöfen in den Waggons setzten die Trümmer in Brand. Bei dem Eisenbahnunfall von Ashtabula (Ashtabula River Railroad Disaster oder Ashtabula Horror) wurden von den 159 Reisenden 64 verletzt und 92 getötet.

## Wirtschaft

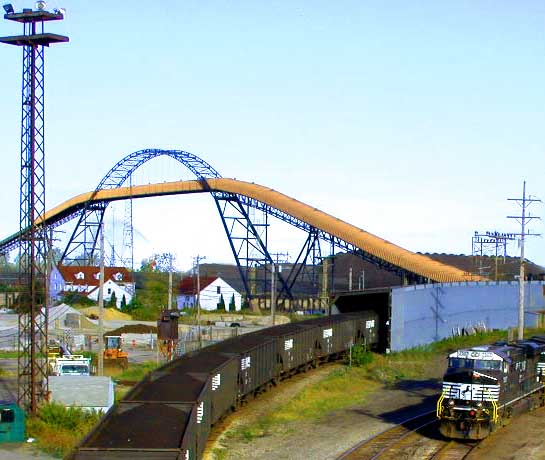
Eisenbahnanlagen im Hafen der Stadt.

Der Zugang zum Eriesee machte Ashtabula zu einem bedeutenden Hafen und Wirtschaftszentrum. In den 1950er Jahren erfuhr die Gegend mit seiner chemischen Industrie ein Wachstum, wodurch der Güterumschlag erhöht wurde und Ashtabula zu einer der wichtigsten Hafenstädten an den Großen Seen wurde. Ein Betrieb von Rockwell International im Westen der Stadt an der Ohio State Route 20 produzierte Bremsen für das Space-Shuttle-Programm der NASA und ein weiteres an der 21. Straße verarbeitete angereichertes Uran, weswegen die FEMA die Stadt 1990 auf ihre Liste der potentiell durch Interkontinentalraketen gefährdeten Ziele setzte.

## Demographie
Zum Zeitpunkt des United States Census 2000 bewohnten Ashtabula 20.962 Personen die Stadt. Die Bevölkerungsdichte betrug 1072 Personen pro km². Es gab 9151 Wohneinheiten, durchschnittlich 468 pro km². Die Bevölkerung Ashtabulas bestand zu 84,69 % aus Weißen, 9,79 % Schwarzen oder African American, 0,29 % Native American, 0,40 % Asian, 0,05 % Pacific Islander, 2,51 % gaben an, anderen Rassen anzugehören und 2,26 % nannten zwei oder mehr Rassen. 5,32 % der Bevölkerung erklärten, Hispanos oder Latinos jeglicher Rasse zu sein.
16,5 % der Bevölkerung haben italienische, 14,6 % deutsch, 8,1 irischer und 8,1 % englische Vorfahren. 93,1 % sprachen Englisch und 5,4 % Spanisch als ihre erste Sprache.
Die Bewohner Ashtabulas verteilten sich auf 8435 Haushalte, von denen in 32,6 % Kinder unter 18 Jahren lebten. 41,9 % der Haushalte stellten Verheiratete, 17,4 % hatten einen weiblichen Haushaltsvorstand ohne Ehemann und 35,7 % bildeten keine Familien. 30,6 % der Haushalte bestanden aus Einzelpersonen und in 13,3 % aller Haushalte lebte jemand im Alter von 65 Jahren oder mehr alleine. Die durchschnittliche Haushaltsgröße betrug 2,45 und die durchschnittliche Familiengröße 3,03 Personen.
Die Stadtbevölkerung verteilte sich auf 27,6 % Minderjährige, 8,8 % 18–24-Jährige, 28,1 % 25–44-Jährige, 20,5 % 45–64-Jährige und 15,0 % im Alter von 65 Jahren oder mehr. Das Durchschnittsalter betrug 35 Jahre. Auf jeweils 100 Frauen entfielen 88,1 Männer. Bei den über 18-Jährigen entfielen auf 100 Frauen 83,3 Männer.
Das mittlere Haushaltseinkommen in Ashtabula betrug 27.354 US-Dollar und das mittlere Familieneinkommen erreichte die Höhe von 33.454 US-Dollar. Das Durchschnittseinkommen der Männer betrug 28.436 US-Dollar, gegenüber 22.490 US-Dollar bei den Frauen. Das Pro-Kopf-Einkommen in Ashtabula war 14.034 US-Dollar. 21,4 % der Bevölkerung und 17,8 % der Familien hatten ein Einkommen unterhalb der Armutsgrenze, davon waren 31,2 % der Minderjährigen und 13,6 % der Altersgruppe 65 Jahre und mehr betroffen.
| Entwicklung der Einwohnerzahl seit 1900 |        |        |        |        |        |        |        |        |        |        |        |        |        |
| Jahr                                    | 1900   | 1910   | 1920   | 1930   | 1940   | 1950   | 1960   | 1970   | 1980   | 1990   | 2020   | 2010   | 2020   |
| Einwohner                               | 12.949 | 18.266 | 22.082 | 23.301 | 21.405 | 23.696 | 24.559 | 24.313 | 23.449 | 21.633 | 20.962 | 19.124 | 17.975 |

In der ersten Hälfte des 20. Jahrhunderts hatte sich die Zahl der Einwohner Ashtabulas fast verdoppelt. Sie erreichte beim U.S. Census 1960 ihren größten Wert und ist seitdem rückläufig.

## Partnerstadt
Ashtabula hat eine Partnerstadt:
- Bardejov (Slowakei)

## Söhne und Töchter der Stadt
- Jesse Fuller McDonald (1858–1942), Politiker und Gouverneur von Colorado
- Andrew Tombes (1885–1976), Schauspieler
- Charles E. Burchfield (1893–1967), Maler
- Juha Mannerkorpi (1915–1980), finnischer Dramatiker und Romancier
- Spiro Dellerba (1923–1968), American-Football-Spieler
- Robert Lighthizer (* 1947), Handelsbeauftragter der Vereinigten Staaten
- Danielle Nicolet (* 1973), Filmschauspielerin
- Danica Dillon (* 1987), Pornodarstellerin und Schauspielerin
- Freddie Smith (* 1988), Schauspieler